# Lehtisensaari (ö i Södra Savolax, S:t Michel, lat 62,07, long 26,49)
Lehtisensaari är en ö i Finland. Den ligger i sjön Synsiä och i kommunen Kangasniemi i den ekonomiska regionen  S:t Michel och landskapet Södra Savolax, i den södra delen av landet, 230 km norr om huvudstaden Helsingfors. Öns area är 3,4 hektar och dess största längd är 360 meter i nord-sydlig riktning.